# Ткачик чорнолобий
Тка́чик чорнолобий (Ploceus velatus) — вид горобцеподібних птахів ткачикових (Ploceidae). Мешкає в Південній Африці.

## Опис

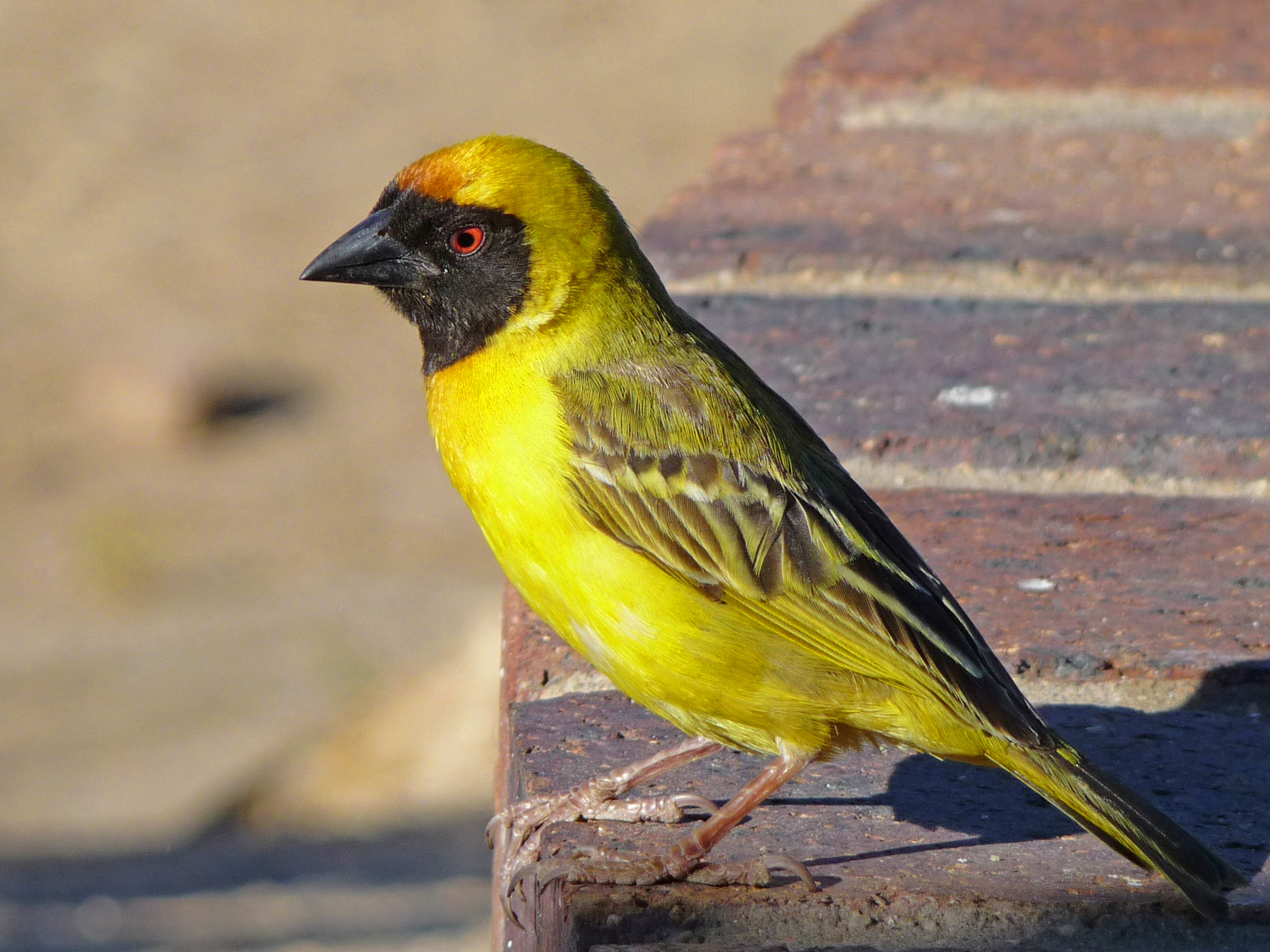
Чорнолобий ткачик

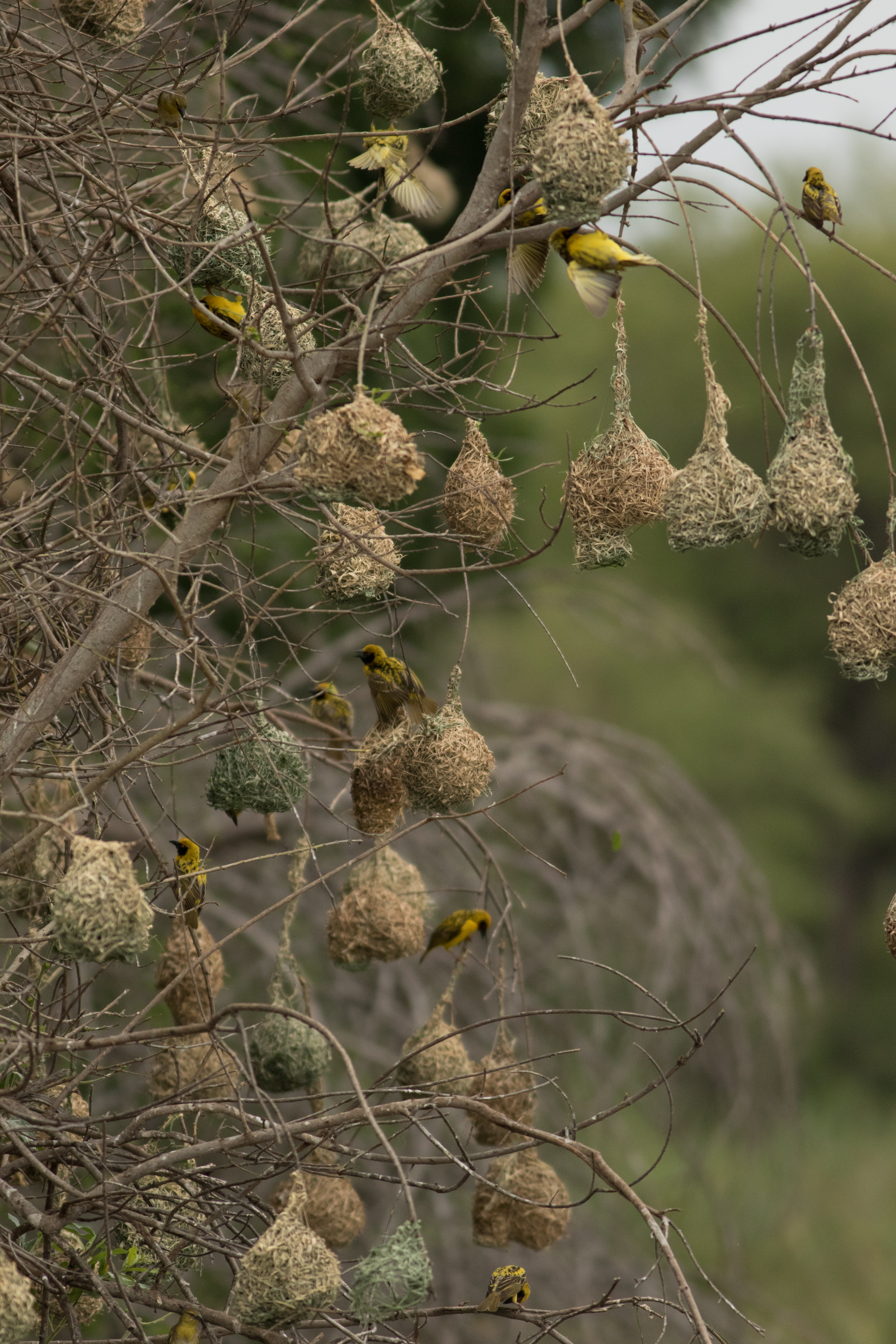
Колонія чорнолобих ткачиків

Довжина птаха становить 11-15 см. У самців під час сезону розмноження обличчя і шия чорні, голова і груди світло-жовті, спина зеленувата. Очі червоні, дзьоб чорний. У самиць забарвлення переважно жовтувато-зелене, спина дещо тьмяніша, очі карі або червонуваті, дзьоб коричнево-роговий. Самців під час негніздового періоду мають забарвлення, подібне до самиць, однак очі у них червоні.

## Поширення і екологія
Чорнолобі ткачики мешкають в Анголі, Замбії, Зімбабве, Малаві, Мозамбіку, Ботсвані, Намібії, Південно-Африканській Республіці, Лесото і Есватіні. Вони живуть в саванах, сухих тропічних лісах, рідколіссях і чагарникових заростях, в напівпустелях, на луках, полях, пасовищах і плантаціях, в парках і садах, поблизу води. Зустрічаються поодинці або невеликими зграйками. Живляться насінням, плодами, нектаром і комахами. Сезон розмноження триває з вересня по січень. Чорнолобі ткачики є полігамними, на одного самця припадає кілька самиць. Гніздяться колоніями. Чорнолобі ткачики іноді стають жертвами гніздового паразитизму білощоких дідриків.